# 아시아컵
아시아컵(영어: Asia Cup)은 남자 크리켓 토너먼트로, 원 데이 인터내셔널 트웬티20 인터내셔널 방식을 취한다. 1983년에 아시아 크리켓 협회 (ACC)가 설립하였다.
최초의 아시아컵은 1984년 아랍에미리트 샤르자에서 개최되었다. ACC는 대회가 2008년마다 격년으로 개최될 것이라고 발표했다.